# Relations entre l'Afghanistan et les Émirats arabes unis
Les relations entre l'Afghanistan et les Émirats arabes unis font référence aux relations étrangères entre les deux pays.
Les Émirats arabes unis possèdent une petite présence militaire humanitaire et de maintien de la paix en Afghanistan lors de la guerre. Les troupes des Émirats arabes unis sont accueillies par le pays en tant que soldats musulmans alliés, et les soldats émiratis complimentent l'hospitalité afghane qu'ils rencontrent. Auparavant, les Émirats arabes unis et certains États arabes/persiques du golfe soutenaient le gouvernement moudjahidine et le gouvernement taliban.
Environ  300 000 citoyens afghans travaillent aux Émirats arabes unis, où beaucoup travaillent dans les domaines de la construction, de l'agriculture, et comme hommes d'affaires à Dubaï et à Abou Dabi,. Certains d'entre eux peuvent être des Iraniens ou des Pakistanais utilisant de faux passeports afghans.
Le 10 janvier 2017, cinq diplomates des Émirats arabes unis qui sont présents pour inaugurer un certain nombre de projets soutenus par les Émirats arabes unis dans la ville sont tués dans un attentat à la bombe contre la maison de Humayun Azizi à Kandahar. L'ambassadeur des Émirats arabes unis en Afghanistan, Juma Al Kaabi, est blessé et décède plus tard des suites de ses blessures,.
En 2021, Ashraf Ghani, l'ancien président afghan s'enfuit au Tadjikistan, puis à Oman, puis aux Émirats arabes unis, où il obtient l'asile après la prise de Kaboul par les talibans. Quelques semaines plus tard, après que les États-Unis et la plupart des pays aient évacué leurs citoyens, un avion des Émirats arabes unis transportant de l'aide atterrit à l'aéroport de Kaboul, ce qui en fait le premier avion étranger à y atterrir depuis un certain temps.
Les Émirats arabes unis jouent un rôle important dans le processus d'aide humanitaire après le tremblement de terre de juin 2022. Quelques jours après la catastrophe, les Émirats arabes unis fournissent 30 tonnes d'aide, 16 tonnes supplémentaires de fournitures médicales arrivent dans la zone touchée début juillet. Un hôpital de campagne est créé à Khost.